# Tälihöhi
Tälihöhi är ett bergspass i Liechtenstein.  Det ligger i kommunen Vaduz, i den sydöstra delen av landet, 8 km sydost om huvudstaden Vaduz. Tälihöhi ligger 2 056 meter över havet.